# スーパーマリン 322
スーパーマリン 322 (Supermarine 322　正確にはSupermarine Type 322) はスーパーマリン社でイギリス海軍の航空隊（FAA, Fleet Air Arm）のために試作された艦上雷撃機である。

## 概要
イギリス海軍は1937年に複葉の雷撃機フェアリー アルバコアと交代する艦上雷撃/急降下爆撃機の仕様S.24/37を出したが、これにスーパーマリン社が応じて開発したのがタイプ322である。同じ仕様に従ってフェアリー社が開発した機体は、後にバラクーダとなった。スーパーマリン社が開発した機体は、全金属製の中翼単発機で主脚は固定式であった。エンジンは、マーリン30または32液冷エンジンを搭載した。また新機軸として、着艦速度を下げるため主翼の取り付け角度を変更できる可変式主翼を採用していた。
1939年に試作発注を受けたが、第二次世界大戦の激化によりスーパーマリン社はスピットファイア戦闘機の生産と改良に忙しく、本機の開発まで手が回らない状態で試作機の製作は進まなかった。試作1号機が初飛行したのは1943年2月で、その後試作2号機も完成した。テストの結果は悪いものではなかったが、既にバラクーダの部隊配属が始まっていたうえ、外観や構造が前時代的だったこともあって本機は不採用となった。
なお、非公式のニックネームはダンボ（Dumbo）であった。

## スペック
- 全長：12.1 m
- 全幅：15.2 m
- 全高：4.2 m
- 機体重量：5,454 kg
- エンジン：ロールス・ロイス マーリン30 液冷12気筒 1,300 hp
- 最大速度：446 km/h
- 航続距離：1,578 km
- 武装
  - ヴィッカーズ 7.7mm 機関銃 × 2
    - 爆弾680kg、または　魚雷 × 1
- 乗員 2名